# Стърчиопашкови
Стърчиопашковите (Motacillidae) са семейство дребни птици от разред Врабчоподобни (Passeriformes).

## Класификация
Съществуват около 65 вида стърчиопашки, разпределени в 5 рода:
Семейство Стърчиопашкови
- Род Бъбрици (Anthus)
- Род Дървесни стърчиопашки (Dendronanthus)
- Род Macronyx
- Род Стърчиопашки (Motacilla)
- Род Tmetothylacus